# Sarcophaga proxima
Sarcophaga proxima är en tvåvingeart som beskrevs av Camillo Rondani 1860. Sarcophaga proxima ingår i släktet Sarcophaga och familjen köttflugor.
Artens utbredningsområde är Italien. Arten är reproducerande i Sverige. Inga underarter finns listade i Catalogue of Life.